# القاهرة لتكرير البترول
القاهرة لتكرير البترول أو (بالإنجليزية: CORC - Cairo Oil Refining Co)‏ هي إحدى شركات قطاع البترول المصري والتي تأسست عام 1982، وتتبع الهيئة المصرية العامة للبترول، وتساهم الشركة بحوالي 25% من طاقة التكرير بجمهورية مصر العربية.

## إنتاج الشركة
يلبي إنتاج الشركة احتياجات السوق المحلي من المنتجات البترولية مثل (البوتاجاز، البنزين بأنواعه، الكيروسين، وقود النفاثات، السولار...) ويتم تسويقها وتوزيعها عن طريق الهيئة المصرية العامة للبترول.
كما تقوم الشركة بتصنيع بعض المنتجات الخاصة مثل (البروبان، البوتاجاز عديم الرائحة........) ويتم تسويقها من خلال الشركة
المنتجات
- البروبان: يستخدم كوسيط للتبريد في أجهزة فصل وإسالة الغاز
- البوتاجاز: للاستخدامات المنزلية
- البنزين 92,90,80 (خالي من الرصاص): وقود للسيارات (تنتج الشركة حوالي 50% من احتياجات البلاد)
- الترباين: وقود للطائرات (تساهم الشركة 37% من احتياجات البلاد)
- كيروسين: الاستخدامات المنزلية (تساهم الشركة 22% من احتياجات البلاد)
- السـولار: وقود لمحطات الكهرباء ووسائل النقل 12% من احتياجات البـلاد
- المازوت: وقود حريق (تساهم الشركة 37% من احتياجات البلاد)
- البوتاجاز المخصوص: يستخدم في صناعة العطور والمبيدات الحشـرية
- السمر ديزل: للمركبات الخاصـة لاحتوائه على نسبة كبريت منخفضة
- المذيبات العطرية: تستخدم في صناعة المبيدات الحشرية والبويات ومختلف الصناعات الكيماوية

## نشاط الشركة
- تكرير البترول
- التصميمات الهندسية الأساسية والتفصيلية
- التصنيع المحلي لمعدات التكرير مثل (الأبراج، المبدلات، الأفران، أوعية الضغط والمستودعات. وذلك طبقا للأكواد العالمية (ASME, API, ASIM, ANSI)
- القيام بتنفيذ المشروعات بدءا من الأعمال المدنية، حتى بدء تشغيل المشروع
- التركيبات للوحدات الانتاجية البترولية والمنشآت الصناعية لصالح الشركة والشركات البترولية الشقيقة والشركات الصناعية
- تقديم الخدمات الفنية للشركات البترولية والصناعية
- أعمال التفتيش الهندسي
- القيام بأعمال التحاليل الكيماوية الخاصة بالخامات البترولية، ومنتجاتها، والمياه وخلافه
- تسويق المنتجات البترولية الخاصة

## معامل الشركة
- معمل مسطرد: (بمحافظة القليوبية) بطاقة تكرير 8 ملايين طن خام سنويا
- معمل طنطا: (بمحافظة الغربية) بطاقة تكرير مليوني طن خام سنويا

## رؤساء الشركة
- وائل رزق عيش (أغسطس 2023 - حتى الآن).
- هشام عبد الحميد البكل (فبراير 2020 -أغسطس 2023).[1]
- جابر حسن (ديسمبر 2018 - فبراير 2020).
- إيهاب عبد العال زهرة (نوفمبر 2017 - ديسمبر 2018).[2]
- محمد حشيش (أبريل 2016 - نوفمبر 2017).[3]
- زهدي معروف (- أبريل 2016).[4]
- عبد الحليم جلالة.[5]
- محمد عبد الظاهر.[6]
- علي فضة (يوليو 2006 -).[7]
- أحمد عباس مدني.[8]
- محمد عبد الواحد
- سعد أبوستة